# اندیس دولومیت شیخ علیخان
دولومیت شیخ علیخان یک اندیس غیرفلزی است که در حوالی شهر هفت سان استان چهارمحال و بختیاری قرار دارد و مادهٔ معدنی موجود در آن، دولومیت است.سنگ میزبان این اندیس دولومیت است و دیرینگی آن به دوران پرمین می‌رسد. 